# Torre de televisión de Vilna
La Torre de TV de Vilna (en lituano: Vilniaus televizijos bokštas) es una torre de radiodifusión de 326,5 metros (1.071 pies) en la microrregión de Karoliniškės de Vilna, la capital del país europeo de Lituania. Es la estructura más alta en Lituania, y está ocupada por el centro de televisión y radio lituana SC (lituano:AB Lietuvos radijo ir Televizijos centras). La torre fue diseñada por V. Obydovas y la sección de ingeniería es de K. Balėnas. La construcción de la torre comenzó el 31 de mayo de 1974, y fue finalizada el 30 de diciembre de 1980.